# Колдер, Маффи
Дама Маффи Колдер (Muffy Calder; род. 21 мая 1958, Шавиниган, Канада) — британский (шотландский) информатик. Член Эдинбургского королевского общества и Королевской инженерной академии Великобритании.

## Биография
С 1988 года сотрудница Университета Глазго, ныне (с 2014) его проректор и глава колледжа наук и инженерии, профессор.
С 2012 по 2014 год главный научный консультант Шотландии (сменила её на этом посту Шейла Роуэн) и сопредседательница Scottish Science Advisory Council.
C 2003 по 2007 год заведовала кафедрой информатики. Прежде работала в Стерлингском и Эдинбургском университетах. Подготовила 13 PhD-студентов и 9 постдоков. Окончила Стерлингский университет (бакалавр информатики), степень доктора философии по Computational Science получила в Сент-Эндрюсском университете. Фелло British Computer Society и City and Guilds of London Institute.
В 2008—2010 гг. председатель UKCRC (UK Computing Research Committee). В 2016 году вошла в британский топ-50 женщин в инженерии (единственная из Шотландии) по версии The Daily Telegraph.
Опубликовала более 75 научных работ. Её число Эрдёша равно 4.

## Награды
Отмечена Royal Society Wolfson Research Merit Award (2011) и Suffrage Science award (2016).
Офицер (2011) и дама-командор (2020) ордена Британской империи. Замужем.